# Шахром Самієв
Шахром Тагоймуродович Самієв (нар. 8 лютого 2001, Душанбе, Таджикистан) — таджицький футболіст, нападник білоруського клубу «Торпедо-БелАЗ» та збірної Таджикистану.

## Клубна кар'єра
Виступав за клуби «Баркчи» та «ЦСКА-Памір». У 2019 році став гравцем клубу «Істіклола» із Душанбе. У тому ж році виграв із командою Суперкубок Таджикистану, чемпіонат та Кубок Таджикистану.
У 2020 перейшов до казанського «Рубіну». 17 серпня перейшов до молдовського клубу «Шериф», після чого відразу ж вирушив в оренду до клубу «Динамо-Авто» до кінця сезону 2020/21 років.
2 липня 2021 року Самієв залишив «Шериф» (Тирасполь) та перейшов до клубу Вищої ліги Білорусі «Торпедо-БелАЗ».

## Кар'єра в збірній
7 червня 2019 року дебютував за першу збірну Таджикистану в товариському матчі проти збірної Афганістану, відзначившись у цій грі забитим м'ячем. 7 липня 2019 року забив свій другий гол за збірну у матчі проти Індії.

## Статистика виступів

### Клубна
Станом на 19 лютого 2022
| Клуб                               | Сезон             | Ліга                          | Ліга  | Ліга | Нац. кубок | Нац. кубок | Конт. кубок | Конт. кубок | Інші  | Інші | Загалом | Загалом |
| Клуб                               | Сезон             | Дивізіон                      | Матчі | Голи | Матчі      | Голи       | Матчі       | Голи        | Матчі | Голи | Матчі   | Голи    |
| ---------------------------------- | ----------------- | ----------------------------- | ----- | ---- | ---------- | ---------- | ----------- | ----------- | ----- | ---- | ------- | ------- |
| «Істіклол»                         | 2019              | Чемпіонат Таджикистану        | 18    | 4    | 6          | 5          | 4           | 1           | 1     | 1    | 29      | 11      |
| «Рубін»                            | 2019–20           | Прем'єр-ліга Росії            | 0     | 0    | 0          | 0          | -           | -           | -     | -    | 0       | 0       |
| «Рубін»                            | 2020–21           | Прем'єр-ліга Росії            | 0     | 0    | 0          | 0          | -           | -           | -     | -    | 0       | 0       |
| «Рубін»                            | Загалом           | Загалом                       | 0     | 0    | 0          | 0          | 0           | 0           | 0     | 0    | 0       | 0       |
| «Шериф» (Тирасполь)                | 2020–21           | Національний дивізіон Молдови | 0     | 0    | 0          | 0          | 0           | 0           | —     | —    | 0       | 0       |
| «Динамо-Авто» (Тирасполь) (оренда) | 2020–21           | Національний дивізіон Молдови | 19    | 7    | 2          | 2          | —           | —           | —     | —    | 21      | 9       |
| «Торпедо-БелАЗ»                    | 2021              | Вища ліга Білорусі            | 8     | 3    | 2          | 0          | 1           | 0           | —     | —    | 11      | 3       |
| Усього за кар'єру                  | Усього за кар'єру | Усього за кар'єру             | 45    | 14   | 10         | 7          | 5           | 1           | 1     | 1    | 61      | 23      |

1. ↑  Нуль матчів у Лізі чемпіонів АФК, 4 матчі та 1 гол у Кубку АФК
2. ↑  Виступ та гол у Суперкубку Таджикистану
3. ↑  Нуль матчів у Лізі чемпіонів УЄФА та нуль матчів у Лізі Європи УЄФА
4. ↑  Матчі в Лізі конференцій УЄФА

### У збірній

#### По роках
| Таджикистан | Таджикистан | Таджикистан |
| Рік         | Матчі       | Голи        |
| ----------- | ----------- | ----------- |
| 2019        | 6           | 2           |
| 2020        | 0           | 0           |
| 2021        | 4           | 2           |
| Загалом     | 10          | 4           |

Станом на 15 червня 2021

#### По матчах
| Дата      | Місто     | Господарі      | Результат | Гості          | Турнір            | Голи | Примітки  |
| --------- | --------- | -------------- | --------- | -------------- | ----------------- | ---- | --------- |
| 07-6-2019 | Душанбе   | Таджикистан    | 1 – 1     | Афганістан     | товариський матч  | 1    | 56'       |
| 11-6-2019 | Гуанчжоу  | КНР            | 1 – 0     | Таджикистан    | товариський матч  | -    | 76'       |
| 07-7-2019 | Ахмадабад | Індія          | 2 – 4     | Таджикистан    | товариський матч  | 1    | 69'       |
| 10-7-2019 | Ахмадабад | Таджикистан    | 2 – 0     | Сирія          | товариський матч  | -    | 73'       |
| 15-7-2019 | Ахмадабад | Північна Корея | 1 – 0     | Таджикистан    | товариський матч  | -    | 63'       |
| 19-7-2019 | Ахмадабад | Таджикистан    | 0 – 1     | Північна Корея | товариський матч  | -    | 73' 90+5' |
| 25-3-2021 | Душанбе   | Таджикистан    | 3 – 0     | Монголія       | Відбір до ЧС 2022 | 1    | 78'       |
| 15-6-2021 | Осака     | Таджикистан    | 4 – 0     | М'янма         | Відбір до ЧС 2022 | 1    | 90'       |
| Усього    |           | Матчів         | 8         |                | Голів             | 4    |           |

#### Забиті м'ячі
Рахунок та результат збірної Таджикистану в таблиці вказано на першому місці.
| №  | Дата            | Місце                       | Суперник   | Рахунок | Результат | Змагання                           |
| -- | --------------- | --------------------------- | ---------- | ------- | --------- | ---------------------------------- |
| 1. | 7 червня 2019   | Памір, Душанбе, Таджикистан | Афганістан | 1–1     | 1–1       | Товариський матч                   |
| 2. | 7 липня 2019    | Арена, Ахмадабад, Індія     | Індія      | 4–2     | 4–2       | Міжконтинентальний кубок 2019      |
| 3. | 25 березня 2021 | Памір, Душанбе, Таджикистан | Монголія   | 3–0     | 3–0       | кваліфікація чемпіонату світу 2022 |
| 4. | 15 червня 2021  | Янмар, Осака, Японія        | М'янма     | 4–0     | 4–0       | кваліфікація чемпіонату світу 2022 |

## Досягнення
«Істіклол»
- Чемпіонат Таджикистану
  -  Чемпіон: 2019

- Кубок Таджикистану
  -  Володар: 2019

- Суперкубок Таджикистану
  -  Володар: 2019

«Андижан»
- Кубок Узбекистану
  -  Володар: 2024